# Carol Shaw

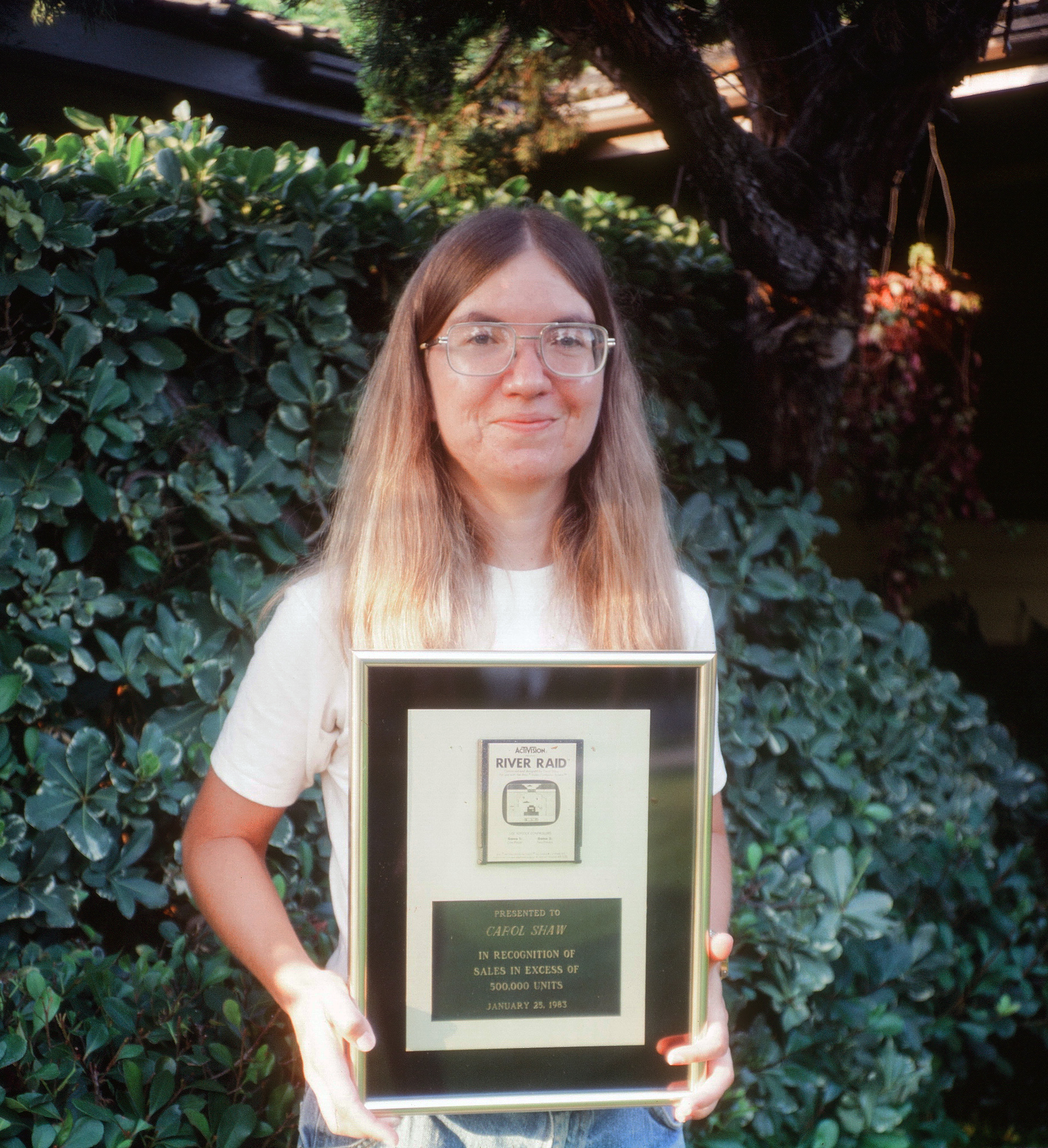
Carol Shaw segurando seu cartucho de ouro do River Raid.

Carol Shaw (Palo Alto, 1955) é uma engenheira computacional estadunidense, notória por ser a primeira mulher desenvolvedora de jogos eletrônicos no mundo.[carece de fontes?]

## Carreira
Nascida na Califórnia (Estados Unidos) em 1955, Shaw sempre esteve na região do Vale do Silício e, naturalmente, foi influenciada pela revolução tecnológica que ali aconteceu. Seu interesse pelos videogames começou cedo, quando a jovem Carol costumava frequentar o minigolfe de sua região, onde havia uma sala com jogos de arcades.
Formada em Ciências da Computação pela universidade de Berkeley, Carol foi contratada pela Atari em 1978. Neste mesmo ano, a jovem nascida no seio do Vale do Silício, em Palo Alto, Califórnia, se tornou a primeira programadora de um game. No caso, era um simples jogo da velha chamado 3D Tic-Tac-Toe, mas foi um passo importantíssimo para abrir as portas para outras mulheres entrarem na indústria de desenvolvimento. Quatro anos depois, Carol Shaw, já como funcionária da pela Activision, se tornaria programadora do inesquecível River Raid, seu game de maior sucesso.
No inicio dos anos 90, Carol se aposentou, antes mesmo de chegar à terceira idade, graças ao imenso sucesso de River Raid. Desde então, Carol Shaw passou a realizar trabalhos voluntários em organizações relacionadas à tecnologia.

## Créditos
Atari 2600
- 3D Tic-Tac-Toe (Atari, 1978)
- Polo (Atari, 1978)  unreleased
- Super Breakout (Atari, 1978) with Nick Turner
- Video Checkers (Atari, 1978)
- Othello (Atari, 1978) with Ed Logg, re-released in Taiwan as Chess
- River Raid (Activision, 1982)

Intellivision
- Happy Trails (Activision, 1983)

Atari 8-bit family
- Calculator (Atari, 1979)
- River Raid (Activision, 1983) port from 2600 to Atari 8-bit and 5200.